# Glaucina indistincta
Glaucina indistincta är en fjärilsart som beskrevs av Grossbeck 1912. Glaucina indistincta ingår i släktet Glaucina och familjen mätare. Inga underarter finns listade i Catalogue of Life.